# 日本ダクタイル鉄管協会

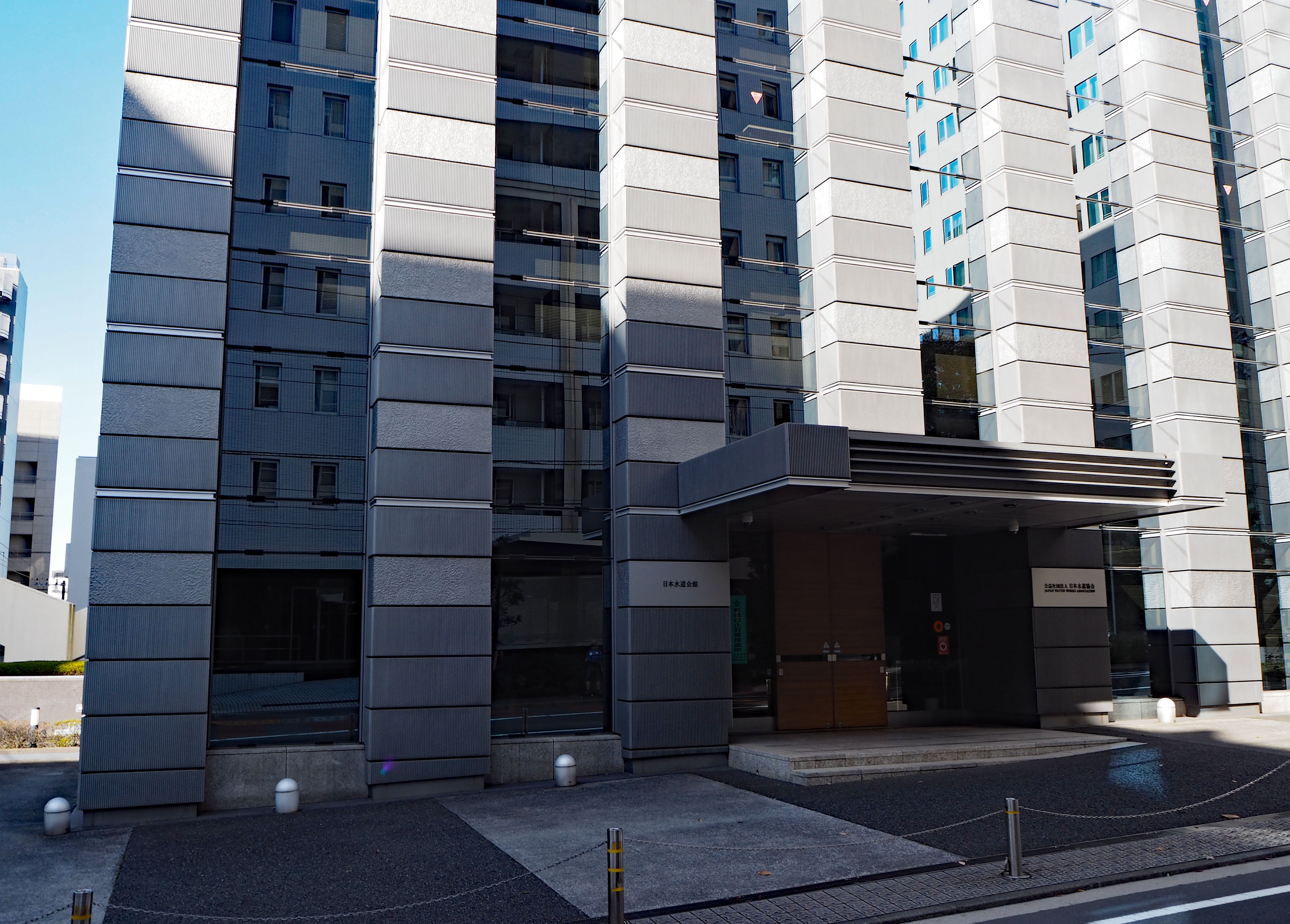
協会本部のある日本水道会館

一般社団法人日本ダクタイル鉄管協会（にほんだくたいるてつかんきょうかい、Japan Ductile Iron Pipe Association）は、ダクタイル鉄管の品質と施工性向上のための調査、研究、規格化などの技術活動、普及拡大のための広報活動、技術資料の発行などを行う社団法人である。略称はJDPA。

## 沿革
1947年（昭和22年） 10月、前身である「鋳鉄管倶楽部」として大阪に設立される。翌年に「鋳鉄管協会」と改称。1965年頃には高度経済成長期と相まって飛躍的発展を続けた水道事業において、鋳鉄管も高級鋳鉄管からダクタイル鋳鉄管に変遷。協会も理事長制を導入し、同年12月から「日本鋳鉄管協会」に改称。その後、出荷の大部分をダクタイル鉄管が占めてきたことに伴い、1977年に「日本ダクタイル鉄管協会」に改称。1995年 (平成7年) に発生した阪神・淡路大震災以後は地震対策として耐震管の発展に寄与し、NS形、GX形等を規格化。2006年にはダクタイル鉄管の出荷割合で耐震管が初めて過半数を超えた。
2014年、一般社団法人化。
2022年1月、神東塗料が製造する、水道管外面に塗布する合成樹脂塗料にデータ改ざんが発覚。当協会会員企業がダクタイル直管、ダクタイル異形管、接合部品の全製品を出荷停止とする事態に発展した。

## 組織
- 会長、副会長、理事長、事務局のほか、7支部で構成されている。

## 本部所在地
- 〒102-0074 東京都千代田区九段南四丁目8番9号
- 日本水道協会本部、日本水道新聞社、日本水道工業団体連合会、日本水道鋼管協会などが入る日本水道会館内にある[3]。

## 会員企業
- クボタ
- 栗本鐵工所
- 日本鋳鉄管
- 遠山鐵工所
- 九州鋳鉄管
- 日之出水道機器

## 歴代役員
- 会長 – 小田原大造, 廣慶太郎, 三野重和, 土橋芳邦, 幡掛大輔, 益本康男, 本山智啓, 久保俊裕

## 主な発行図書
- 「ダクタイル鉄管管路のてびき」、「ダクタイル鉄管管路　設計と施工」、「ダクタイル鉄管　布設工事標準マニュアル」[4]
- GX形ダクタイル鉄管接合要領書、チェックシート
- 便覧
- 協会誌「ダクタイル鉄管」